# Neuville-Saint-Vaast
Neuville-Saint-Vaast je francouzská obec ležící v departementu Pas-de-Calais v oblasti Hauts-de-France.

## Československý vojenský hřbitov
Součástí obce je osada La Targette, na jejímž území se nachází památník a vojenský hřbitov československých dobrovolníků z obou světových válek.